# 弦楽四重奏曲第8番 (ドヴォルザーク)
《弦楽四重奏曲 第8番 ホ長調》作品80（B. 57）は、ボヘミアの作曲家アントニーン・ドヴォルジャークが1876年1月20日から2月4日にかけてプラハで作曲した弦楽四重奏曲である。

## 経緯
《ピアノ三重奏曲 第2番 ト短調》作品26の完成直後に着手され、《スターバト・マーテル》のスケッチ開始に先立って作曲されている。このため作曲者自身が与えた作品番号は作品27であった。しかしながら1888年にベルリンのフリッツ・ジムロックにより、作曲者本人からの抗議にもかかわらず、作品80として出版された。初演は1890年12月29日にベルリンにおいてヨアヒム弦楽四重奏団によって行われた。

## 楽曲構成
次の4楽章から成り、全曲を通して演奏するのに約28分を要する。
1. アレグロ
2. アンダンテ・コン・モート
3. アレグレット・スケルツァンド
4. フィナーレ、アレグロ・コン・ブリオ

本作を作曲していた時期のドヴォルジャークは、第2子に先立たれたばかりで、それが作品の形成にも影響を及ぼしている。長調を採ってはいるものの、この弦楽四重奏曲も（同時期の《ピアノ三重奏曲 第2番》や《スターバト・マーテル》に同じく）ノスタルジーや悲しい雰囲気を帯びており、実際、長調と短調とが交錯する手法によって、しばしば主題が短調で響く。メランコリーや悲しみの表現は、長調を用いた箇所においてさえ明らかである。

## 註釈
1. 1 2  参考資料としたSNKLHU社の総譜の序文

## 参考資料
- Antonín Dvořák: Smyčcový kvartet E dur, Op. 80. (Score) Prague: SNKLHU, 1956. H 1835